# 7 ottobre
Il 7 ottobre è il 280º giorno del calendario gregoriano (il 281º negli anni bisestili). Mancano 85 giorni alla fine dell'anno.

## Eventi
- 1506 – L'esercito di papa Giulio II occupa Bologna
- 1513 – Battaglia de La Motta, gli spagnoli sconfiggono i veneziani
- 1542 – L'esploratore portoghese Juan Rodríguez Cabrillo scopre l'Isola di Santa Catalina
- 1571 – Vittoria dell'esercito cristiano nella battaglia di Lepanto
- 1582 – Questo giorno non esiste nel calendario gregoriano: per riallineare il calendario alle stagioni, i giorni dal 5 al 14 ottobre 1582 vengono saltati
- 1690 – Gli inglesi attaccano il Québec governato da Louis de Buade de Frontenac
- 1777 – Guerra d'indipendenza americana: seconda battaglia di Saratoga - battaglia di Bemis Heights
- 1780 – Guerra d'indipendenza americana: battaglia di King's Mountain - truppe irregolari americane sconfiggono i britannici nella Carolina del Sud
- 1826 – Viene aperta la prima ferrovia degli Stati Uniti d'America a Quincy (Massachusetts).
- 1840 – Sale al trono Guglielmo II come re dei Paesi Bassi
- 1849 – Muore Edgar Allan Poe
- 1865 – In Giamaica inizia la Ribellione di Morant Bay
- 1879 – Germania e Impero austro-ungarico creano la Duplice alleanza
- 1886 – La Spagna abolisce la schiavitù a Cuba
- 1908 – Creta si rivolta contro l'Impero ottomano e si schiera con la Grecia
- 1912 – Apre la Borsa di Helsinki
- 1913 – Henry Ford introduce la catena di montaggio
- 1919 – Nei Paesi Bassi viene fondata la compagnia aerea KLM
- 1943
  - Il Giappone giustizia 100 prigionieri americani sull'Isola di Wake
  - Il Palazzo delle Poste di Napoli viene distrutto da alcune violentissime esplosioni. A provocarle è l'innesco differito di ordigni a tempo precedentemente collocati dai nazisti. Si conteranno innumerevoli morti e feriti, oltre ad ingenti danni.
- 1944 – Scoppia una rivolta nel Campo di concentramento di Auschwitz
- 1948
  - Al Salone dell'auto di Parigi viene presentata ufficialmente la Citroën 2CV che resterà in produzione fino al 27 luglio 1990
  - Invenzione del codice a barre
- 1949 – Formazione della Repubblica Democratica Tedesca (Germania Est)
- 1950
  - Guerra di Corea. Forze statunitensi e alleate invadono la Corea del Nord attraversando il 38º parallelo Nord.
  - Intervento militare cinese nel Tibet. Dopo aver invaso le province tibetane del Kham e del Amdo nel 1949, i cinesi occupano la provincia dell'U-Tsang, che diventerà poi la Regione Autonoma del Tibet.

- 1958 – Il presidente del Pakistan Iskander Mirza, col supporto del generale Ayub Khan e dell'esercito sospende la costituzione, impone la legge marziale e cancella le elezioni previste per il gennaio successivo
- 1959 – La sonda russa "Luna 3" fotografa per la prima volta la faccia nascosta della Luna
- 1971 – L'Oman entra a far parte dell'ONU.
- 1977 – In URSS viene adottata la quarta costituzione sovietica
- 1982 – A Broadway apre il musical Cats
- 1985 – La nave da crociera Achille Lauro viene dirottata da terroristi palestinesi
- 1986 – A Palermo, in Italia, avviene l'omicidio di Claudio Domino
- 1993 – Ad Altamura, in Puglia, vengono alla luce i resti dell'Uomo di Altamura (Homo arcaicus), unico esemplare del suo genere, al centro di vivaci discussioni sulla sua autenticità
- 2001 – Inizio dell'Invasione statunitense dell'Afghanistan, con un assalto aereo e operazioni sotto copertura a terra
- 2002 – Viene resa pubblica la scoperta di 50000 Quaoar ad un convegno dell'American Astronomical Society
- 2003 – In California, voto per la rimozione del governatore Gray Davis, vinto dal candidato Arnold Schwarzenegger
- 2004
  - Libia: in seguito al ruolo dell'Italia nell'abolizione dell'embargo, Mu'ammar Gheddafi annulla la ricorrenza contro l'occupazione coloniale italiana, trasformandola in commemorazione dell'amicizia tra i paesi
  - Norodom Sihanouk abdica dal titolo di re della Cambogia
- 2005 – Mu'ammar Gheddafi indice nuovamente la "Giornata della vendetta" contro l'occupazione italiana, a suo dire in seguito alle promesse non mantenute dall'Italia stessa
- 2006 – La giornalista russa Anna Stepanovna Politkovskaja viene uccisa con tre colpi di pistola.
- 2008 – Per la prima volta viene identificato un meteorite "8TA9D69" che colpisce la Terra, delle dimensioni di circa 4 metri; il meteorite colpisce l'atmosfera sopra il Sudan
- 2021 – Il Public Investment Fund acquisisce il club calcistico inglese del Newcastle, rendendolo così il più ricco al mondo.
- 2023 – Hamas compie un attacco a Israele. Israele reagisce con una guerra.

## Nati
Ci sono circa 1 110 voci su persone nate il 7 ottobre; vedi la pagina Nati il 7 ottobre per un elenco descrittivo o la categoria Nati il 7 ottobre per un indice alfabetico.

## Morti
Ci sono circa 510 voci su persone morte il 7 ottobre; vedi la pagina Morti il 7 ottobre per un elenco descrittivo o la categoria Morti il 7 ottobre per un indice alfabetico.

## Feste e ricorrenze

### Civili
Internazionali:
- ILO - Giornata internazionale del lavoro dignitoso

Nazionali:
- Italia - Giornata nazionale dei Risvegli[1]
- Libia – Giorno della vendetta, nel 2004 Giornata dell'amicizia

### Religiose
Cristianesimo:
- Madonna del Rosario
- Sant'Adalgisio di Novara, vescovo
- Sant'Augusto di San Sinforiano, abate
- San Geroldo di Colonia, pellegrino
- Santa Giulia di Augusta, vergine e martire
- Santa Giustina di Padova, martire
- San Marcello martire
- San Marco, papa
- San Palladio di Saintes, vescovo
- San Quarto di Capua, vescovo
- San Rigaldo, martire benedettino
- Santi Sergio e Bacco, martiri
- Beate Agnese, Maddalena, Caterina, Bianca e Marianna, monache mercedarie
- Beato Giovanni Hunot, martire
- Beato Giuseppe Llosa Balaguer, diacono e martire
- Beato Giuseppe Toniolo, economista e sociologo laico
- Beato Martino Cid, abate
- Beati martiri di Arima

Religione romana antica e moderna:
- None
- Giove Folgore
- Giunone Curite in Campo Marzio
- Ludi Alamannici, terzo giorno